# فرانسيسكو كالفو
فرانسيسكو كالفو (بالإسبانية: Francisco Calvo) (8 يوليو 1992 سان خوسيه كوستاريكا - ) هو لاعب كرة قدم كوستاريكي، يلعب كمدافع، شارك في كأس العالم 2018.

## وصلات خارجية
فرانسيسكو كالفو على موقع الاتحاد الدولي (مؤرشف)  (الإنجليزية)
- فرانسيسكو كالفو على موقع اتحاد تركيا (لاعب) (الإنجليزية)
- فرانسيسكو كالفو على موقع الدوري الأمريكي (الإنجليزية)
- فرانسيسكو كالفو على موقع قاعدة بيانات كرة القدم.إي يو (الإنجليزية)
- فرانسيسكو كالفو على موقع ناشيونال فوتبول تيمز (الإنجليزية)
- فرانسيسكو كالفو على موقع Soccerway.com (الإنجليزية)
- فرانسيسكو كالفو على موقع عالم كرة القدم.نت (الإنجليزية)
- فرانسيسكو كالفو على موقع AS.com (الإسبانية)